# Carmine Russo
Carmine Russo (Avellino, 29 settembre 1976) è un dirigente sportivo ed ex arbitro di calcio italiano.

## Carriera
Nel 1993 viene a conoscenza che, presso la sezione AIA di Nola, guidata allora dal presidente Giuliano Grilli, si tiene un corso arbitri.
È arbitro effettivo dal 12 febbraio 1994. Dopo i primi passi nell'O.T.S., il 1º febbraio 1995 passa al O.T.R.. Il 1º luglio 2000 viene promosso alla C.A.N. D. Dopo tre anni alla C.A.N. D, il 1º luglio 2003 viene promosso alla C.A.N. C.
Il 1º luglio 2007 viene promosso alla C.A.N. A-B per decisione dell'allora designatore Maurizio Mattei (in tutto, nei 4 anni di militanza alla C.A.N. C dirige 44 gare di serie C1, compresa la finale play-off di andata del 2007 tra Monza e Pisa). Ha fatto il suo esordio in serie B il 9 settembre 2007 in Modena-Spezia (2-2) e successivamente in serie A con Fiorentina-Cagliari (5-1), il 23 dicembre 2007.
Nel luglio 2009 riceve dall'AIA il "PremioGennaro Marchese", in qualità di arbitro immesso nel ruolo C.A.N. A-B da non più di due stagioni sportive particolarmente distintosi. Il 3 luglio 2010, con la scissione della C.A.N. A-B in C.A.N. A e C.A.N. B, viene inserito nell'organico della C.A.N. A.
Vanta alcune esperienze internazionali, come quarto uomo in gare di Europa League e Champions League e come arbitro effettivo in occasione di amichevoli estive: il 24 luglio 2010, dirige la gara amichevole Juventus-Lione; il 22 agosto 2010 dirige la gara amichevole Lazio-Deportivo de La Coruña; il 7 agosto 2011 dirige Napoli-Siviglia, il 9 agosto 2013 Napoli-Benfica. Inoltre nel maggio 2012, su invito della federcalcio saudita, è inviato assieme ad altri fischietti ed assistenti italiani, a dirigere alcune partite della King Cup of Champions, trofeo che si tiene tra le migliori classificate del campionato saudita, alla fine della stagione regolare.
Il 4 febbraio 2014 dirige per la prima volta una semifinale di Coppa Italia, disputatasi tra Udinese e Fiorentina.
Al termine della stagione sportiva 2016-2017 ha diretto 142 partite in serie A. 
Il 1º luglio 2017 viene dismesso dalla CAN A per raggiunti limiti di permanenza nel ruolo.
Il 4 luglio 2017 viene resa nota la sua nomina a membro della commissione arbitrale della CAN PRO, con Giannoccaro responsabile. Dopo aver rinunciato all'incarico, nove giorni dopo diventa il nuovo team manager della Casertana, restando in carica fino al 29 maggio 2019.